# Magazin de aplicații
Un magazin de aplicații, numit și piață de aplicații sau catalog de aplicații, este un tip de platformă de distribuire digitală pentru software de calculator numit aplicație, adesea într-un context mobil⁠(d). Aplicațiile oferă un set specific de funcții care, prin definiție, nu includ funcționarea computerului în sine. Software-ul complex dezvoltat pentru computere personale poate avea o aplicație  corespunzătoare optimizată pentru constrângerile dispozitivului mobil. Astăzi, aplicațiile sunt în mod normal concepute pentru a rula pe un anumit sistem de operare mobil, cum ar fi contemporanul iOS, iPadOS⁠(d), Windows Phone sau Android, dar în trecut operatorii de telefonie mobilă⁠(d) aveau propriile lor portaluri pentru aplicații și conținut media asociat.
Un magazin de aplicații poate fi considerat o versiune comercială restricționată a unui manager de pachete, deși un magazin de aplicații oferă servicii suplimentare, cum ar fi descoperirea aplicațiilor, recenziile utilizatorilor, verificarea securității, aplicarea licențelor și integrarea perfectă a unui sistem de plată, spre deosebire de managerii de pachete tradiționali, care acordă prioritate gestionării dependențelor și integrării sistemului, magazinele de aplicații se concentrează pe utilizabilitate, monetizare și o experiență de utilizator curată.

## Concept de bază
Un magazin de aplicații este orice vitrină digitală destinată să permită căutarea și recenzierea titlurilor de software sau a altor fișiere media oferite spre vânzare electronică. În principal, vitrina de aplicații în sine oferă o experiență sigură, uniformă, care automatizează achiziția electronică, decriptarea și instalarea aplicațiilor software sau a altor medii digitale.
Magazinele de aplicații organizează de obicei aplicațiile pe care le oferă în funcție de: funcția (funcțiile) furnizate de aplicație (inclusiv jocuri, multimedia sau productivitate), dispozitivul pentru care a fost concepută aplicația și sistemul de operare pe care va rula aplicația.
Magazinele de aplicații iau de obicei forma unui magazin online, unde utilizatorii pot naviga prin aceste categorii diferite de aplicații, pot vizualiza informații despre fiecare aplicație (cum ar fi recenzii sau evaluări) și pot achiziționa aplicația (inclusiv achiziția de aplicații, dacă este necesar - multe aplicații sunt oferite gratuit). Aplicația selectată este oferită ca o  descărcare automată, după care se instalează aplicația. Unele magazine de aplicații pot include, de asemenea, un sistem pentru a elimina automat un program instalat de pe dispozitive în anumite condiții, cu scopul de a proteja utilizatorul împotriva software-ului rău intenționat.
Magazinele de aplicații oferă de obicei o modalitate pentru utilizatori de a oferi recenzii și evaluări. Aceste recenzii sunt utile pentru alți utilizatori, pentru dezvoltatori și pentru proprietarii  magazinelor de aplicații. Utilizatorii pot selecta cele mai bune aplicații pe baza evaluărilor, dezvoltatorii primesc feedback cu privire la caracteristicile care sunt lăudate sau displacute și, în cele din urmă, proprietarii magazinelor de aplicații pot detecta aplicațiile proaste și dezvoltatorii rău intenționați analizând automat recenziile cu tehnici de data mining.
Multe magazine de aplicații sunt organizate de proprietarii lor, solicitând ca trimiterile de aplicații potențiale să treacă printr-un proces de aprobare. Aceste aplicații sunt inspectate pentru conformitatea cu anumite linii directoare (cum ar fi cele pentru controlul calității și cenzură), inclusiv cerința ca un comision să fie colectat pentru fiecare vânzare a unei aplicații plătite. Unele magazine de aplicații oferă feedback dezvoltatorilor: numărul de instalări, probleme în domeniu (latență, blocare, etc.).

## Istorie

### Precursori
Serviciile de Bulletin board system au apărut la începutul anilor 1980, cum ar fi Micronet 800 (1983), care permitea abonaților înregistrați să răsfoiască, să cumpere și să descarce software pentru o varietate de sisteme de operare proprietare, după aceea fiind oferite de producători precum Acorn, Apple, Commodore, Dragon, IBM, RML, Sinclair și Tandy. Unele programe fiind incluse în taxa lunară de abonament, utilizatorul plătește doar taxele de conexiune/de date pe minut pentru o descărcare, în timp ce alte programe au dus la facturarea suplimentară a utilizatorului pentru fiecare achiziție.
Electronic AppWrapper a fost primul catalog comercial de distribuție de software electronic care a gestionat colectiv criptarea și a furnizat drepturi digitale pentru aplicații și medie digitală (problema #3 a fost magazinul de aplicații demonstrat inițial lui Steve Jobs la NeXTWorld EXPO). Un editor senior la NeXTWORLD Magazine, Simson Garfinkel, a evaluat The Electronic AppWrapper cu 3/4 Cuburi din 5 în recenzia sa oficială. Electronic AppWrapper de la Paget a fost desemnat finalist la premiile extrem de competitive InVision Multimedia '93 în ianuarie 1993 și a câștigat premiul Best of Breed pentru conținut și informații la NeXTWORLD Expo în Mai 1993.

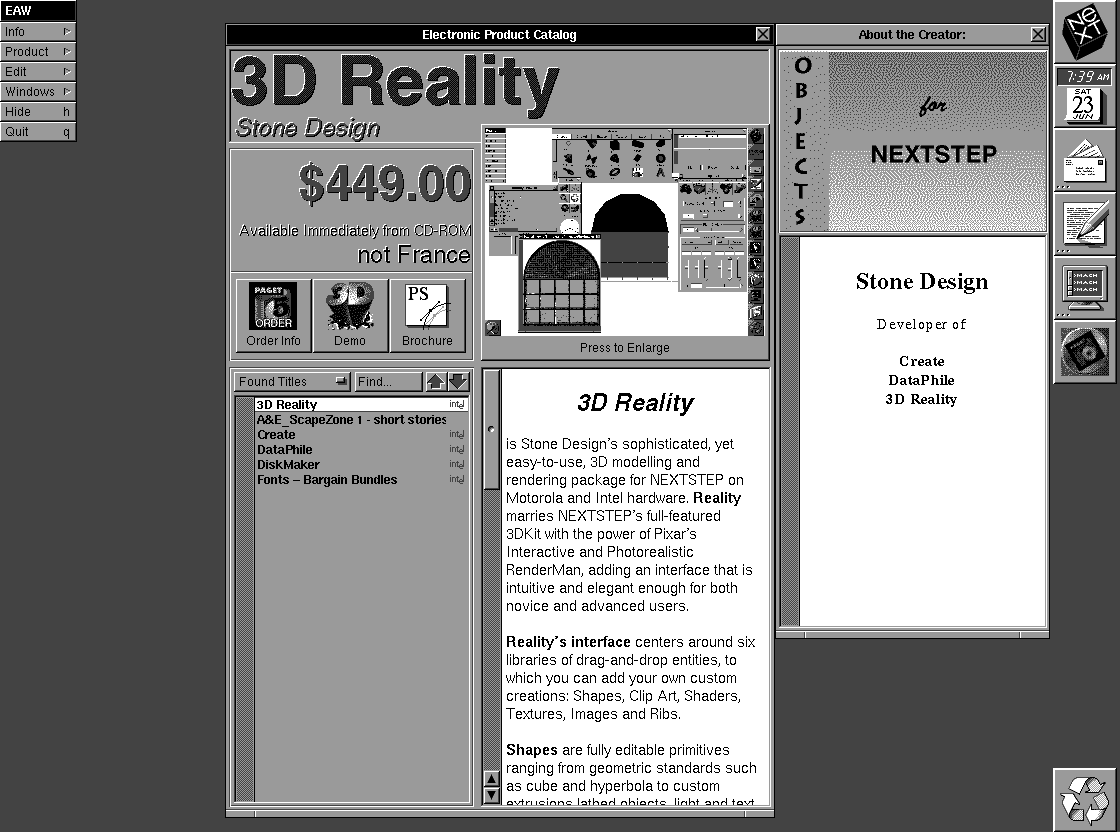
O captură de ecran a Stone Design's 3DReality rulând pe Electronic AppWrapper, primul magazin de aplicații

Înainte de Electronic AppWrapper, prima dată lansat în 1992, lumea era obișnuită cu software distribuit folosind dischete sau CD-ROMs, unii putând chiar să descarce software folosind un navigator web sau unelte command-line.